# Aleksei Volkov
Aleksei Volkov (n. 5 aprilie 1988, Radujnîi⁠(d), RSFS Rusă, URSS) este un biatlonist ce a reprezentat Rusia, medaliat olimpic. A participat la o ediție a Jocurilor Olimpice (2014) în care a câștigat o medalie de aur.